# Суровцы (Ивановская область)
Суровцы — деревня в Лухском районе Ивановской области. Входит в состав Порздневского сельского поселения.

## География
Находится в восточной части Ивановской области на расстоянии приблизительно 16 км на северо-восток по прямой от районного центра поселка Лух на правом берегу речки Добрица.

## История
В 1872 году здесь (тогда деревня в составе Юрьевецкого уезда Костромской губернии) было учтено 10 дворов, в 1907 году —25.

## Население
Постоянное население составляло 62 человека (1872 год), 88 (1897), 138 (1907), 10 в 2002 году (русские 100 %), 10 в 2010.